# Gəlmə
Gəlmə è un comune dell'Azerbaigian situato nel distretto di Zərdab. Conta una popolazione di 2.142 abitanti.